# Henri Pousseur
Henri Pousseur, född 23 juni 1929 i Malmedy, Belgien, död 6 mars 2009 i Bryssel, var en belgisk kompositör, lärare och musikteoretiker.

## Biografi
Pousseur studerade vid Musikhögskolan i Liège och i Bryssel 1947-1952, där han gick med i gruppen kallad Variationer under Pierre Froidebise. Det var i denna grupp som han först blev bekant med musik av Anton Webern och andra 1900-talskompositörer. Under hans period av militärtjänstgöring 1952-53 vid Malines behöll han en nära kontakt med André Souris. Han träffade Pierre Boulez 1951 i Royaumont, och denna kontakt inspirerade hans Trois chants Sacres, skriven samma år. År 1953 träffade han Karlheinz Stockhausen och 1956 Luciano Berio. Ett mindre känt inflytande från hans tidiga år var det starka intrycket han fick av att lyssna på musik av Anton Bruckner, och han uppehöll ett livslångt intresse för medeltida musik och renässansmusik, liksom i utomeuropeisk musik och dess utövning.
Från och med 1960, samarbetade han med Michel Butor i ett antal projekt, framför allt operan Votre Faust (1960-68).
Pousseur framträdde i Köln, Basel, och i USA vid SUNY Buffalo, liksom i sitt hemland Belgien. Från 1970 fram till sin pensionering 1988 undervisade på konservatoriet i Liège där han även grundade Centre de Recherches et de formation musicales de Wallonie, som under 2010 bytt namn till Centre Henri Pousseur.

## Kompositionsstil och teknik
Generellt betraktad som en medlem av Darmstadtskolan på 1950-talet, antog Pousseurs musik serialism, rörliga former, och aleatoriska, ofta blandade av till synes oförenliga stilar, såsom de av Schubert och Webern (Votre Faust), eller Pousseurs egen seriösa protestsång "We shall overcome").
Hans elektroniska komposition Scambi (Exchanges), framförd vid Studio di Fonologia i Milano 1957, är ovanlig i inspelad form, eftersom det uttryckligen är tänkt att monteras på olika sätt innan man lyssnar. Sedan det först skapades, har flera olika versioner gjorts, två av Luciano Berio, en av Marc Wilkinson och två av tonsättaren själv. Sedan 2004 leds Scambi Project, av John Dack på Lansdown Centre for Electronic Arts vid Middlesex University, som har fokuserat på detta arbete och dess många möjligheter till förverkligande.
Förutom hans komposition och undervisning, publicerade Pousseur många artiklar och tio böcker om musik, bland vilka är Fragment théorique I: sur la musique expérimentale (Bryssel: Université Libre de Bruxelles, 1970), Schumann le Poète: 25 moments d'une lecture de Dichterliebe (Paris: Klincksieck, 1993), och Musiques croisées (Paris: L'Harmattan, 1997). Under 2004 gavs två volymer av hans samlade skrifter, utvalda och redigerade av Pascal Decroupet, ut av det belgiska förlaget Pierre Mardaga. Han publicerade också den första franska översättningen av Alban Bergs skrifter.